# Edició de gens CRISPR

CRISPR-Cas9

L'edició de gens CRISPR (CRISPR, pronunciat /ˈkrɪspər/ (més nítida), es refereix a una sèrie de repeticions palindròmiques curtes espaciades regularment) és una tècnica d'enginyeria genètica en biologia molecular mitjançant la qual es poden modificar els genomes dels organismes vius. Es basa en una versió simplificada del sistema de defensa antiviral bacteriana CRISPR-Cas9. En lliurar la nucleasa Cas9 complexada amb un ARN guia sintètic (gRNA) a una cèl·lula, el genoma de la cèl·lula es pot tallar a la ubicació desitjada, permetent eliminar gens existents o afegir-ne de nous in vivo.
La tècnica es considera altament significativa en biotecnologia i medicina, ja que permet editar genomes in vivo i és precisa, rendible i eficient. Es pot utilitzar en la creació de nous medicaments, productes agrícoles i organismes modificats genèticament, o com a mitjà per controlar patògens i plagues. També ofereix potencial en el tractament de malalties genètiques hereditàries, així com de malalties derivades de mutacions somàtiques com el càncer. Tanmateix, el seu ús en la modificació genètica de la línia germinal humana és molt controvertit. El desenvolupament d'aquesta tècnica va valdre a Jennifer Doudna i Emmanuelle Charpentier el Premi Nobel de Química l'any 2020. El tercer grup d'investigadors que va compartir el premi Kavli pel mateix descobriment, dirigit per Virginijus Šikšnys, no va rebre el premi Nobel.
Funcionant com unes tisores genètiques, la nucleasa Cas9 obre les dues cadenes de la seqüència objectiu d'ADN per introduir la modificació per un dels dos mètodes. Les mutacions knock-in, facilitades mitjançant la reparació dirigida a l'homologia (HDR), són la via tradicional dels enfocaments d'edició genòmica dirigits. Això permet la introducció de danys i reparacions dirigides a l'ADN. HDR utilitza l'ús de seqüències d'ADN similars per impulsar la reparació de la ruptura mitjançant la incorporació d'ADN exògen per funcionar com a plantilla de reparació. Aquest mètode es basa en l'aparició periòdica i aïllada de danys a l'ADN al lloc objectiu per tal que comenci la reparació. Les mutacions knock-out causades per CRISPR-Cas9 resulten de la reparació de la ruptura de doble cadena mitjançant unió extrem no homòleg (NHEJ) o unió final mediada per POLQ/polimerasa theta (TMEJ). Aquestes vies d'unió dels extrems sovint poden donar lloc a supressions o insercions aleatòries al lloc de reparació, que poden alterar o alterar la funcionalitat del gen. Per tant, l'enginyeria genòmica de CRISPR-Cas9 ofereix als investigadors la capacitat de generar una interrupció gènica aleatòria dirigida.
Tot i que l'edició del genoma a les cèl·lules eucariotes ha estat possible mitjançant diversos mètodes des de la dècada de 1980, els mètodes emprats havien demostrat ser ineficients i poc pràctics d'implementar a gran escala. Amb el descobriment de CRISPR i concretament de la molècula de nucleasa Cas9, es va fer possible una edició eficient i altament selectiva. Cas9 derivat de l'espècie bacteriana Streptococcus pyogenes ha facilitat la modificació genòmica dirigida a les cèl·lules eucariotes permetent un mètode fiable per crear una ruptura dirigida en un lloc específic designat per les cadenes guies de crRNA i tracrRNA. L'investigador pot inserir Cas9 i l'ARN plantilla amb facilitat per silenciar o provocar mutacions puntuals en llocs específics. Això s'ha demostrat inestimable per al mapeig ràpid i eficient de models genòmics i processos biològics associats amb diversos gens en una varietat d'eucariotes. S'han desenvolupat variants recentment dissenyades de la nucleasa Cas9 que redueixen significativament l'activitat fora de l'objectiu.
Les tècniques d'edició del genoma CRISPR-Cas9 tenen moltes aplicacions potencials. L'ús del complex CRISPR-Cas9-gRNA per a l'edició del genoma va ser l'elecció de l'AAAS per a l'Avenç de l'any el 2015. S'han plantejat moltes preocupacions bioètiques sobre la possibilitat d'utilitzar CRISPR per a l'edició de la línia germinal, especialment en embrions humans. El 2023, el primer fàrmac que utilitzava l'edició de gens CRISPR, Casgevy, va ser aprovat per al seu ús al Regne Unit, per curar la malaltia de cèl·lules falciformes i la beta talassèmia. Casgevy va ser aprovat per al seu ús als Estats Units el 8 de desembre de 2023 per la Food and Drug Administration.

## Història

### Altres mètodes
A principis dels anys 2000, els investigadors alemanys van començar a desenvolupar nucleases de dit de zinc (ZFN), proteïnes sintètiques els dominis d'unió a l'ADN els permeten crear trencaments de doble cadena en l'ADN en punts específics. Els ZFN tenen una precisió més alta i l'avantatge de ser més petits que Cas9, però els ZFN no s'utilitzen tan habitualment com els mètodes basats en CRISPR. El 2010, les nucleases sintètiques anomenades nucleases efectores semblants a l'activador de la transcripció (TALEN) van proporcionar una manera més fàcil d'orientar una ruptura de doble cadena a una ubicació específica de la cadena d'ADN. Tant les nucleases de dits de zinc com els TALEN requereixen el disseny i la creació d'una proteïna personalitzada per a cada seqüència d'ADN dirigida, que és un procés molt més difícil i que requereix temps que el de dissenyar ARN guia. Els CRISPR són molt més fàcils de dissenyar perquè el procés requereix sintetitzar només una seqüència curta d'ARN, un procediment que ja s'utilitza àmpliament per a moltes altres tècniques de biologia molecular (per exemple, la creació d'encebadors d'oligonucleòtids).
Mentre que mètodes com la interferència d'ARN (RNAi) no suprimeixen completament la funció gènica, CRISPR, ZFN i TALEN proporcionen una eliminació genètica completa i irreversible. CRISPR també pot orientar diversos llocs d'ADN simultàniament simplement introduint diferents gRNAs. A més, els costos d'utilitzar CRISPR són relativament baixos.

### Descobriment
El 2005, Alexander Bolotin de l'Institut Nacional Francès d'Investigació Agrícola (INRA) va descobrir un locus CRISPR que contenia nous gens Cas, significativament un que codificava una gran proteïna coneguda com Cas9.
L'any 2006, Eugene Koonin del Centre Nacional d'Informació sobre Biotecnologia dels Estats Units, NIH, va proposar una explicació sobre com CRISPR es produeix en cascada com a sistema immunitari bacterià.
El 2007, Philippe Horvath de Danisco France SAS va mostrar experimentalment com els sistemes CRISPR són un sistema immunitari adaptatiu i integren nou ADN de fags a la matriu CRISPR, que és com lluiten contra la següent onada de fags atacants.
El 2012, l'equip de recerca dirigit per la professora Jennifer Doudna (Universitat de Califòrnia, Berkeley) i la professora Emmanuelle Charpentier (Universitat d'Umeå) van ser les primeres persones a identificar, divulgar i presentar una sol·licitud de patent per al sistema CRISPR-Cas9 necessari per editar l'ADN. També van publicar la seva troballa que CRISPR-Cas9 es podria programar amb ARN per editar l'ADN genòmic, ara considerat un dels descobriments més significatius de la història de la biologia.

## Enginyeria del genoma

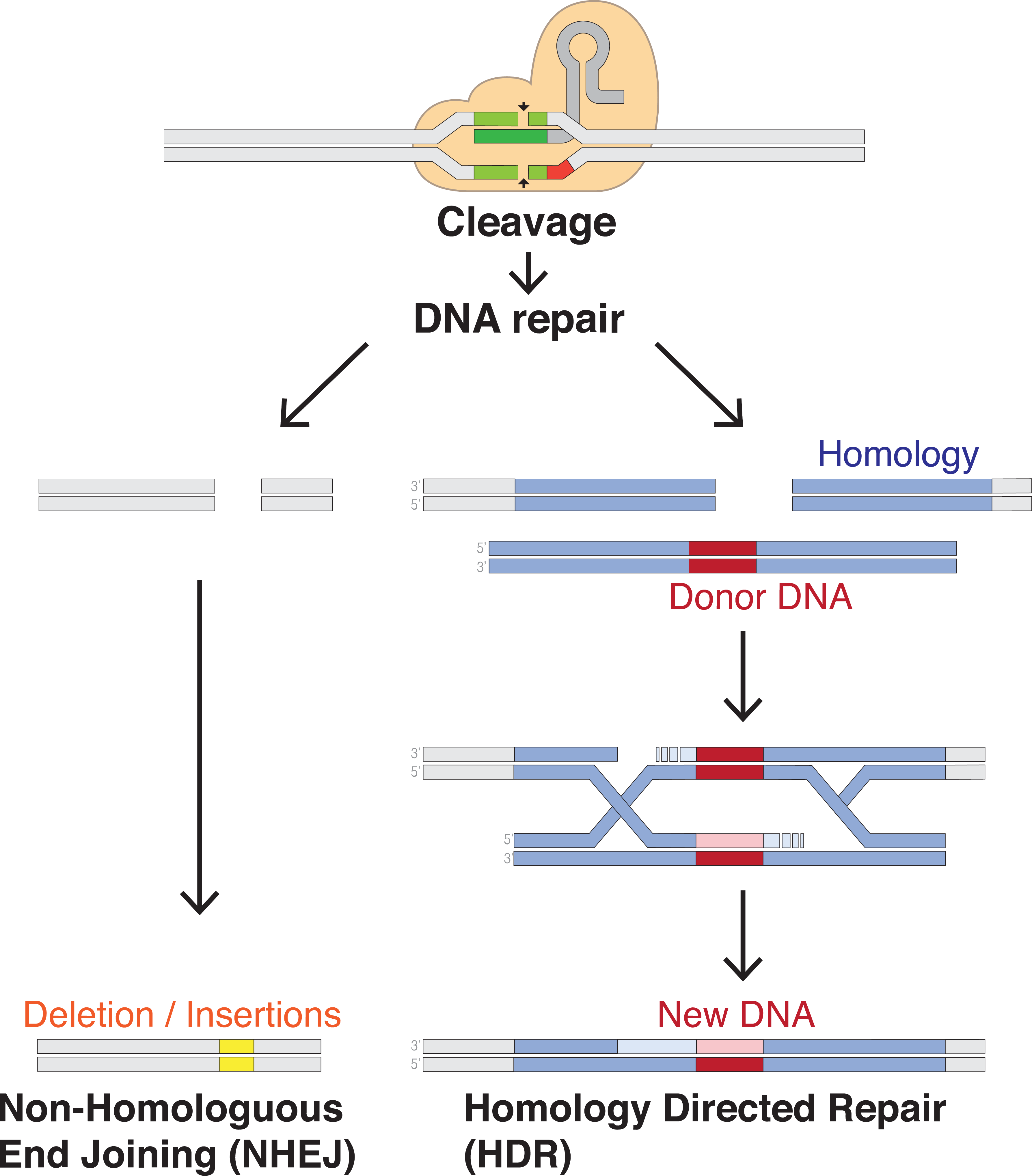
Reparació de l'ADN després d'una ruptura de doble cadena

L'edició del genoma CRISPR-Cas9 utilitza un sistema CRISPR de tipus II. Aquest sistema inclou una ribonucleoproteïna (RNP), formada per Cas9, crRNA i tracrRNA, juntament amb una plantilla de reparació d'ADN opcional.

### Components principals
| Component              | Funció |
| ---------------------- | --- |
| crRNA                  | Conté l'ARN guia que localitza el segment correcte de l'ADN hoste juntament amb una regió que s'uneix al tracrRNA (generalment en forma de bucle de forquilla), formant un complex actiu.                                                                         |
| tracrRNA               | S'uneix al crRNA i forma un complex actiu. |
| sgRNA                  | Els ARN de guia única són un ARN combinat format per un tracrRNA i almenys un crRNA. |
| Cas9 (el més habitual) | Un enzim la forma activa del qual és capaç de modificar l'ADN. Existeixen moltes variants amb diferents funcions (és a dir, tall d'una sola cadena, trencament de doble cadena, unió a l'ADN) a causa de la funció de reconeixement del lloc d'ADN de cada enzim. |
| Plantilla de reparació | Molècula d'ADN utilitzada com a plantilla en el procés de reparació de l'ADN de la cèl·lula hoste, permetent la inserció d'una seqüència d'ADN específica al segment hoste trencat per Cas9.                                                                      |

Visió general de la construcció del plasmidi CRISPR-Cas9

CRISPR-Cas9 empra sovint plasmidis que codifiquen els components RNP per transfectar les cèl·lules diana, o l'RNP s'assembla abans de l'addició a les cèl·lules mitjançant nucleofecció. Els components principals d'aquest plasmidi es mostren a la imatge i es mostren a la taula. El crRNA està dissenyat de manera única per a cada aplicació, ja que aquesta és la seqüència que Cas9 utilitza per identificar i unir-se directament a seqüències específiques dins de l'ADN de la cèl·lula hoste. El crRNA s'ha d'unir només on es desitgi l'edició. La plantilla de reparació també està dissenyada de manera única per a cada aplicació, ja que ha de complementar fins a cert punt les seqüències d'ADN a banda i banda del tall i també contenir qualsevol seqüència que es desitgi per a la inserció al genoma hoste.
Es poden empaquetar diversos crRNA i el tracrRNA per formar un ARN de guia única (sgRNA). Aquest sgRNA es pot incloure al costat del gen que codifica la proteïna Cas9 i convertir-lo en un plasmidi per ser transfectat a les cèl·lules. Hi ha moltes eines en línia disponibles per ajudar a dissenyar seqüències efectives de sgRNA.

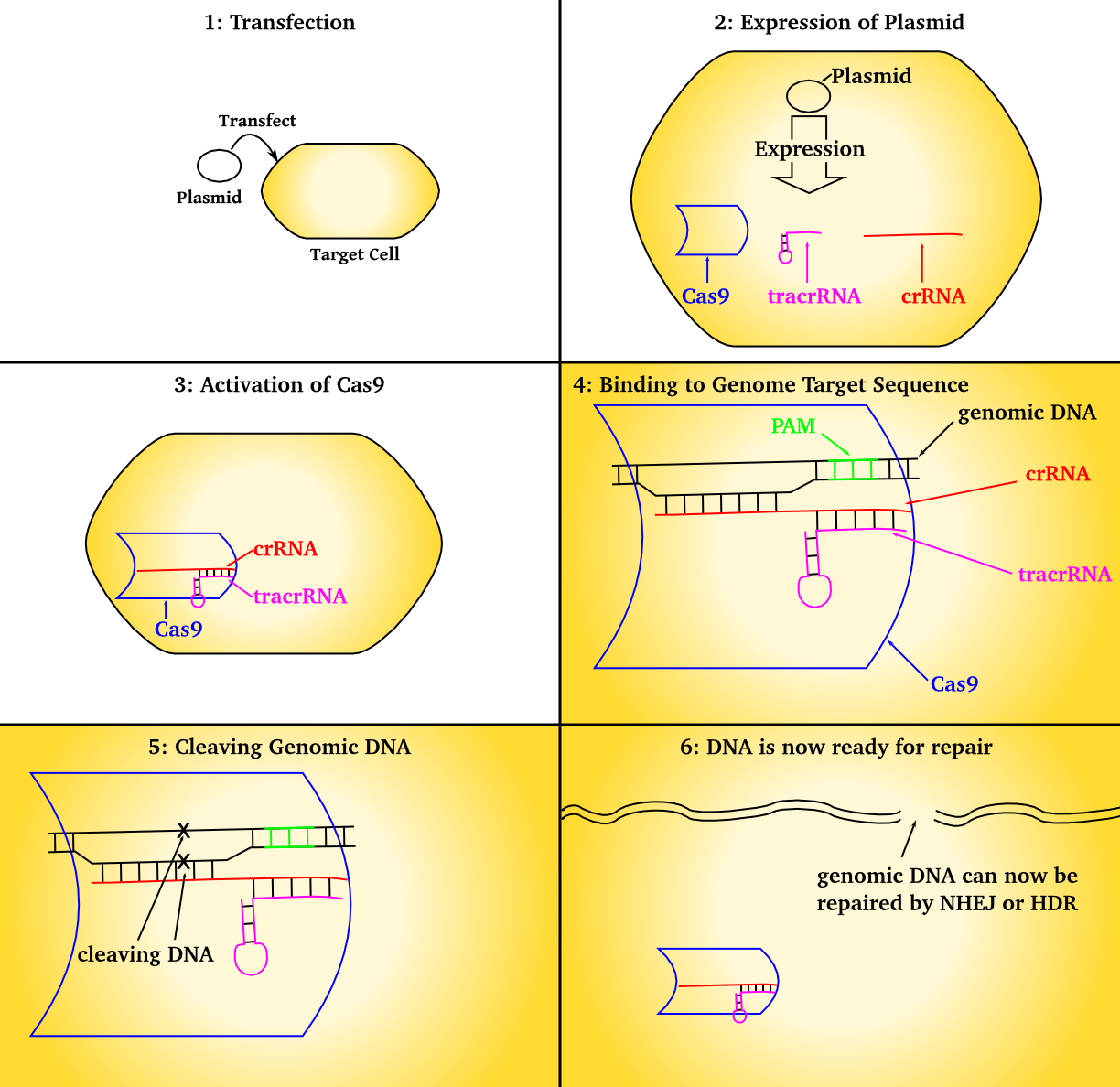
Visió general de la transfecció i l'escissió de l'ADN per CRISPR-Cas9 (l'ARNcr i el tracrRNA sovint s'uneixen com una cadena única d'ARN quan es dissenya un plasmidi).

## Aplicacions

### Models de malaltia
La modificació genòmica Cas9 ha permès la generació ràpida i eficient de models transgènics dins del camp de la genètica. Cas9 es pot introduir fàcilment a les cèl·lules diana juntament amb sgRNA mitjançant la transfecció de plasmidis per tal de modelar la propagació de malalties i la resposta i defensa de la cèl·lula davant la infecció. La capacitat de Cas9 d'introduir-se in vivo permet la creació de models més precisos de funció gènica i efectes de mutació, tot evitant les mutacions fora de l'objectiu que s'observen normalment amb mètodes antics d'enginyeria genètica.

### Biomedicina
La tecnologia CRISPR-Cas s'ha proposat com a tractament de múltiples malalties humanes, especialment aquelles amb una causa genètica. La seva capacitat per modificar seqüències específiques d'ADN el converteix en una eina amb potencial per arreglar mutacions que causen malalties. Les primeres investigacions en models animals suggereixen que les teràpies basades en la tecnologia CRISPR tenen potencial per tractar una àmplia gamma de malalties, incloent càncer, progèria, beta-talassèmia, anemia falciforme, fibrosi hemofílica, [distròfia muscular de Duchenne, malaltia de Huntington, amiloïdosi transtiretina i malalties del cor. CRISPR també s'ha utilitzat per curar la malària en mosquits, que podria eliminar el vector i la malaltia en humans. CRISPR també pot tenir aplicacions en enginyeria de teixits i medicina regenerativa, com ara la creació de vasos sanguinis humans que no tenen expressió de proteïnes MHC de classe II, que sovint causen rebuig del trasplantament.

### Càncer
CRISPR també ha trobat moltes aplicacions en el desenvolupament d'immunoteràpies basades en cèl·lules. El primer assaig clínic amb CRISPR va començar el 2016. Va implicar prendre cèl·lules immunitàries de persones amb càncer de pulmó, utilitzant CRISPR per editar el gen que expressava la proteïna de mort cel·lular programada 1 (PD-1) i després administrar les cèl·lules alterades a la mateixa persona. 20 assajos més estaven en marxa o gairebé a punt, principalment a la Xina, A 2017.

### Diabetis
La diabetis tipus 1 és un trastorn endocrí que resulta de la manca de cèl·lules beta pancreàtiques per produir insulina, un compost vital per transportar el sucre en sang a les cèl·lules per produir energia. Els investigadors han intentat trasplantar cèl·lules beta sanes. CRISPR s'utilitza per editar les cèl·lules per tal de reduir la possibilitat que el cos del pacient rebutgi el trasplantament.

### VIH/SIDA
El virus de la immunodeficiència humana (VIH) és un virus que ataca el sistema immunitari del cos. Tot i que existeixen tractaments efectius que poden permetre als pacients viure una vida saludable, el VIH és retroactiu, el que significa que incorpora una versió inactiva de si mateix al genoma humà. CRISPR es pot utilitzar per eliminar selectivament el virus del genoma dissenyant ARN guia per orientar el genoma retroactiu del VIH. Un dels problemes amb aquest enfocament és que requereix l'eliminació del genoma del VIH de gairebé totes les cèl·lules, cosa que pot ser difícil d'aconseguir de manera realista.

### Infecció
Les "nucleases guiades per ARN" basades en CRISPR-Cas es poden utilitzar per orientar factors de virulència, gens que codifiquen la resistència als antibiòtics i altres seqüències d'interès mèdicament rellevants. Per tant, aquesta tecnologia representa una nova forma de teràpia antimicrobiana i una estratègia per manipular poblacions bacterianes. Estudis recents suggereixen una correlació entre la interferència del locus CRISPR-Cas i l'adquisició de resistència als antibiòtics. Aquest sistema proporciona protecció als bacteris contra la invasió d'ADN estrany, com ara transposons, bacteriòfags i plasmidis. Es va demostrar que aquest sistema és una forta pressió selectiva per a l'adquisició de resistència als antibiòtics i factor de virulència en patògens bacterians.

### Trastorns neurològics
CRISPR es pot utilitzar per suprimir el guany de mutacions de funció i per reparar les mutacions de pèrdua de funció en trastorns neurològics. L'eina d'edició de gens s'ha convertit en una aplicació in vivo per a l'assimilació de vies moleculars.

### Ceguesa
Les malalties oculars més freqüents a tot el món són les cataractes i la retinitis pigmentària (RP). Aquests són causats per una mutació sense sentit a la cadena alfa que condueix a la ceguesa permanent. Un repte per a l'ús de CRISPR en malalties oculars és que el teixit de la retina de l'ull està lliure de resposta immune corporal. L'enfocament dels investigadors per utilitzar CRISPR és empaquetar el gen que codifica la proteïna de la retina i editar el genoma.

### Malalties cardiovasculars
S'ha demostrat que la tecnologia CRISPR funciona de manera eficient en el tractament de les malalties del cor. En el cas de la hipercolesterolèmia familiar (HF), la deposició de colesterol a les parets de l'artèria provoca un bloqueig del flux sanguini. Això és causat per una mutació en els receptors de colesterol de lipoproteïnes de baixa densitat (LDLC) que provoca un alliberament excessiu de colesterol a la sang. Això es pot tractar mitjançant la supressió d'un parell de bases a l'exó 4 del receptor LDLC. Aquesta és una mutació sense sentit.

### Agricultura
L'edició reeixida del genoma CRISPR-Cas9 es va aconseguir per primera vegada a les plantes l'agost de 2013. Des de llavors, s'ha aplicat amb èxit en diverses espècies de cultius clau amb el propòsit d'introduir o millorar nombrosos trets agrícoles. El desenvolupament de la tecnologia CRISPR ha tingut una gran influència en el camp de la biotecnologia vegetal i té el potencial de revolucionar el futur de l'agricultura.